# Mohamed Bouamari
Mohamed Bouamari (en arabe : محمد بوعمري), est un acteur et réalisateur algérien né à Guidjel, près de Sétif, le 20 janvier 1941 et mort le 1er décembre 2006 à Alger. Il est le mari de la comédienne Fettouma Ousliha-Bouamari,.

## Biographie
Mohamed Bouamari a passé une partie de son enfance et son adolescence à Lyon, il s'est formé en autodidacte en fréquentant les plateaux de télévision. Il regagne l'Algérie en 1965 et travaille comme assistant pour l'ONCIC, au moment de sa création en 1967. Il collabore en tant qu'assistant à la réalisation à de premiers grands projets cinématographiques de l'Algérie indépendante, tels Le Vent des Aurès de Mohammed Lakhdar-Hamina ou La Bataille d'Alger de Gillo Pontecorvo, mais aussi à des coproductions tournées en Algérie : Z de Costa-Gavras et Remparts d'Argile de Jean-Louis Bertuccelli,.

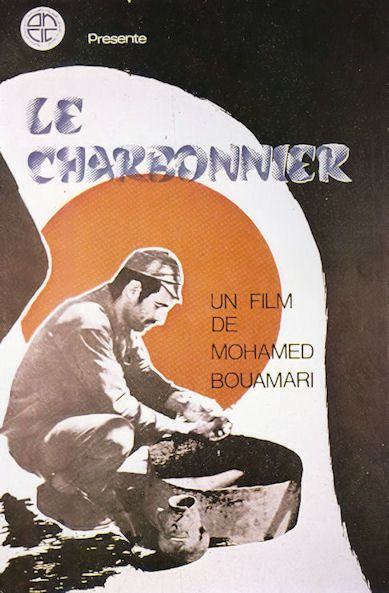
Affiche du film Le Charbonnier (1973)

Après avoir réalisé de significatifs courts métrages, il met en scène un premier long métrage très remarqué par la critique, Le Charbonnier. Les longs métrages suivants, L'Héritage et Premier pas, confirment comme chez son compatriote Mohamed Chouikh, une sensibilité et une attention particulières aux questions de l'émancipation féminine dans un pays aux solides traditions patriarcales. Sa propre épouse, Fettouma Ousliha-Bouamari, incarne l'héroïne de ses films,.
Mohamed Bouamari est décédé d'une crise cardiaque en 2006 alors qu'il tentait d'achever son film de fiction Le Mouton.

## Filmographie

### Cinéma
- 1966 : La Bataille d'Alger de Gillo Pontecorvo
- 1967 : Le Vent des Aurès de Mohammed Lakhdar-Hamina
- 1969 : Z de Costa-Gavras
- 1970 : Remparts d'argile de Jean-Louis Bertuccelli

### Réalisateur
- 1963 : Un Peuple en marche
- 1964 : Conflit
- 1965 : L'Obstacle
- 1967 : La Cellule
- 1967 : Le Ciel et les affaires
- 1972 : Le Charbonnier
- 1974 : L'Héritage
- 1976 : Femmes en Algérie (Documentaire)
- 1977 : APC l'école de la démocratie (Documentaire)
- 1979 : Premier Pas
- 1982 : Le Refus
- 1988 : À L'ombre des remparts
- 1996 : Nuit
- 1997 : Charles de Foucauld, un frère universel
- 2006 : Le Mouton